# Emmy Hennings

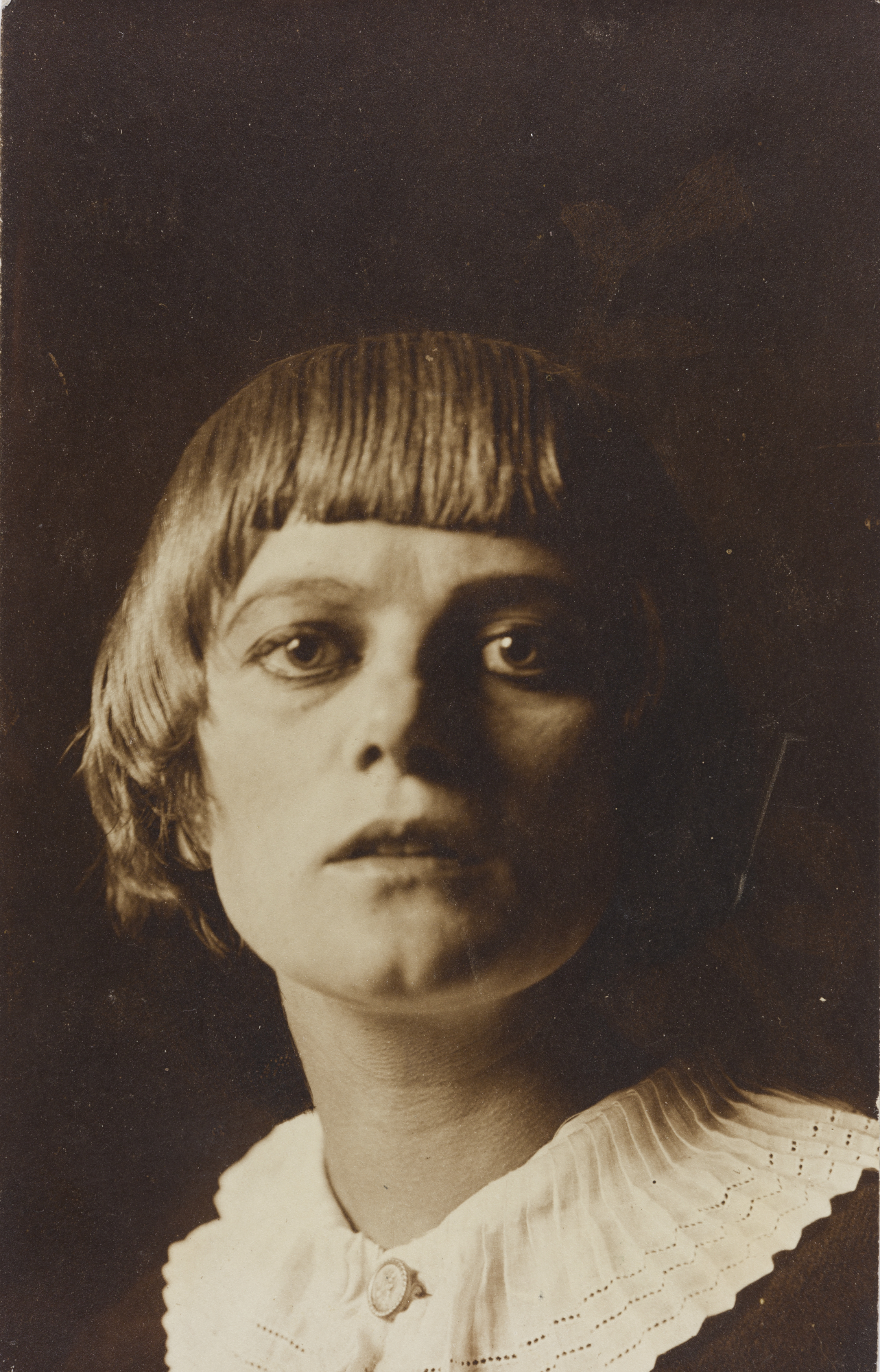
Emmy Hennings, ca. 1906–1910

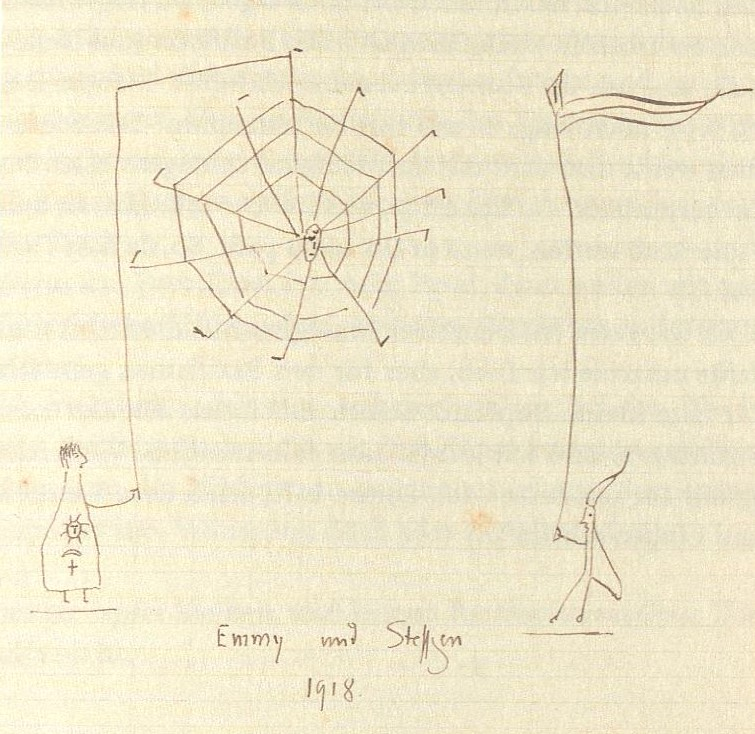
Zeichnung von Hugo Ball, „Steffgen“, 1918

Emmy Hennings, auch Emma Maria Ball-Hennings, (* 17. Januar 1885 in Flensburg; † 10. August 1948 in Sorengo bei Lugano) war eine deutsche Schriftstellerin, Schauspielerin, Sängerin und Kabarettistin. Sie gehört zu den Begründerinnen des Dadaismus.

## Leben und Wirken
Emmy Hennings war die Tochter des Taklers Ernst Friedrich Matthias Cordsen und wuchs in Flensburg auf. Dort besuchte sie auch die Volksschule und arbeitete anschließend als Dienstmädchen. Im Alter von 18 Jahren heiratete sie 1903 einen Laienschauspieler, mit dem sie sich einer Wanderbühne anschloss. Die gemeinsame Tochter Annemarie wuchs in den ersten Jahren bei den Großeltern in Flensburg auf.
1904 ließ sich Hennings scheiden und tingelte als Vortragskünstlerin alleine durch Deutschland. 1905 trat sie in Elmshorn in die Theatergesellschaft Schmidt-Agte ein und spielte dort und in Kappeln. Zu dieser Zeit war sie wahrscheinlich mit dem ebenfalls zu dieser Truppe gehörenden Schauspieler Wilhelm Vio liiert. Von 1906 bis 1908 gehörte sie zur Schauspieltruppe von Oskar Ludwig Georg Brönner, der die Provinz Schleswig-Holstein bespielte.
Obwohl ungelernt, konnte sich Emmy Hennings offenbar einigen Erfolg in der Truppe erarbeiten, denn Brönner veranstaltete am Ende der Spielzeit in den meist bespielten Orten (Tondern, Marne, Plön) je eine Benefizvorstellung für sie. 1909 trat Hennings in Berlin im Neopathetischen Cabaret des Neuen Clubs auf. In dieser Zeit lernte sie den Journalisten und Schriftsteller Ferdinand Hardekopf kennen, mit dem sie 1910 eine Reise durch Frankreich unternahm. Auch nach dem Ende der mehrjährigen Liebesbeziehung blieb Emmy Hennings freundschaftlich mit Hardekopf und dessen späterer Lebensgefährtin Sita Staub verbunden.
Es folgten Jahre wechselnder Aufenthalte in Berlin und München. In Berlin trat sie zeitweilig gemeinsam mit Claire Waldoff auf, in München arbeitete sie als Diseuse unter anderem in der Künstlerkneipe Simpl, wo sie ihren späteren Ehemann Hugo Ball, den Maler und Illustrator Hanns Bolz und zahlreiche weitere Künstler kennenlernte.

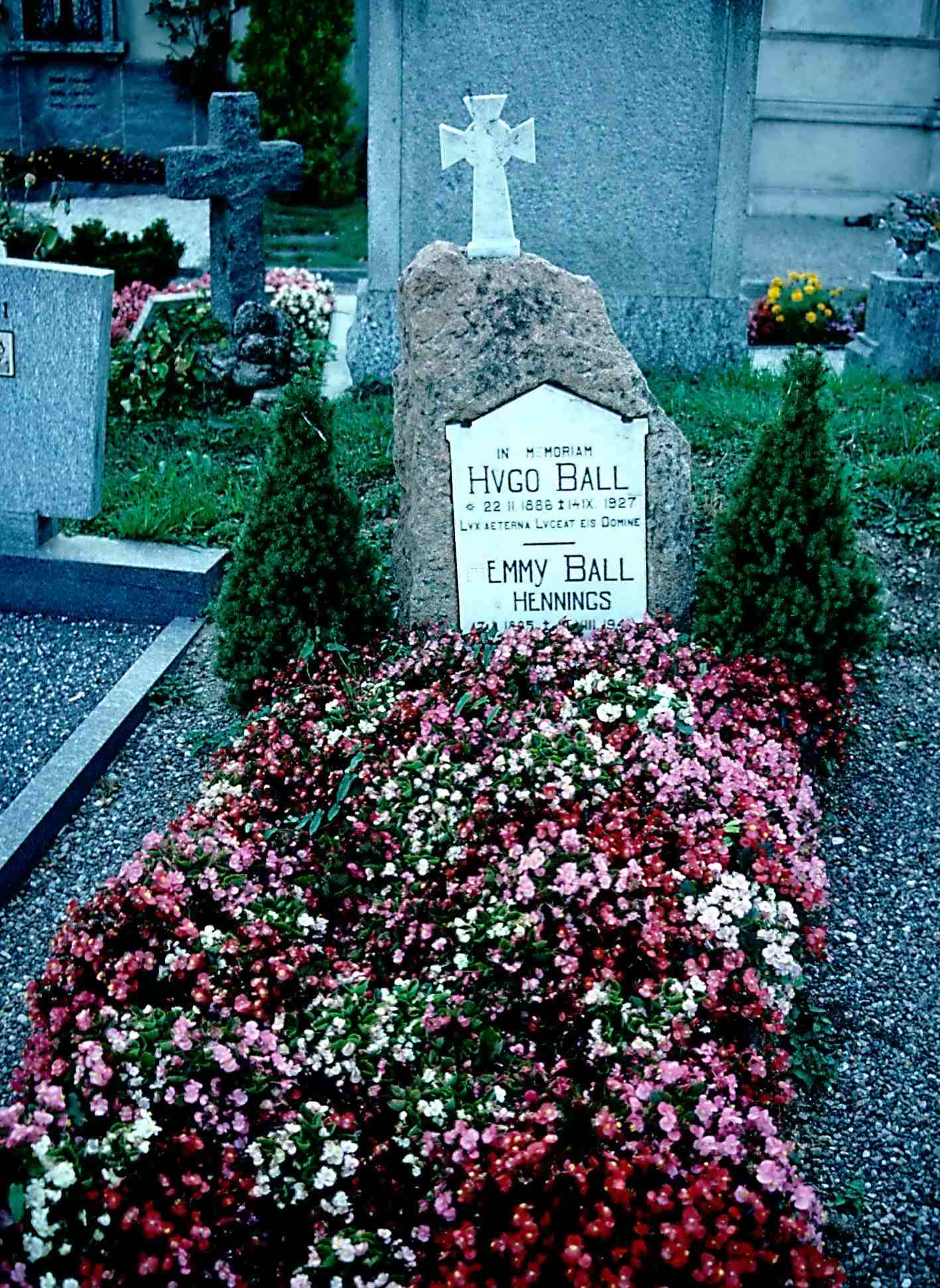
Grab von Hugo Ball und Emmy Ball-Hennings in Gentilino

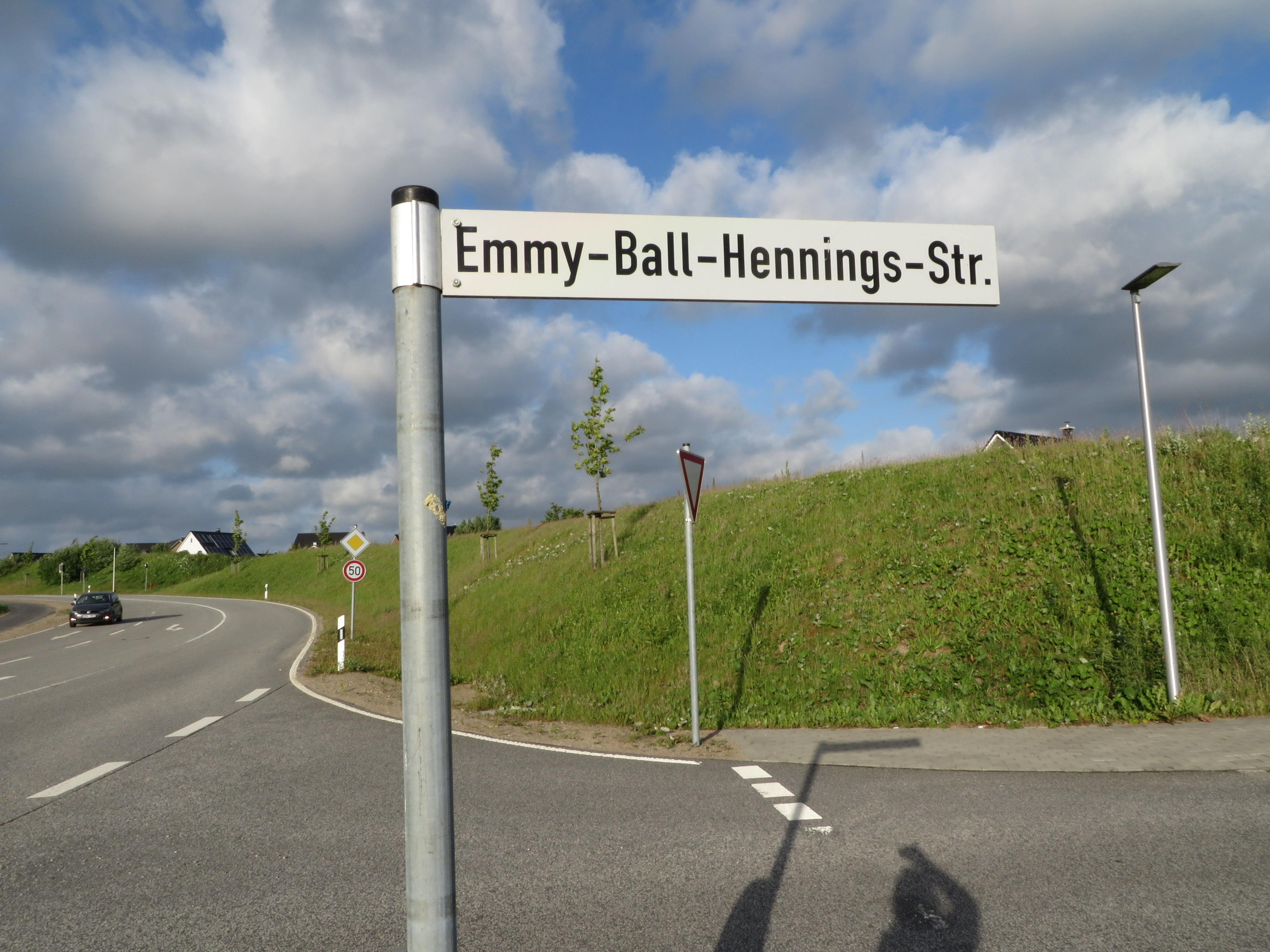
Emmy-Ball-Hennings-Straße in Flensburg

1914 war Emmy Hennings wegen Diebstahls und Verdachts auf Beihilfe zur Fahnenflucht für mehrere Monate in einem Münchner Gefängnis inhaftiert. 1915, kurz nach ihrer Entlassung, reiste sie zunächst nach Berlin, bevor sie zusammen mit Hugo Ball nach Zürich emigrierte, wo die beiden am Varieté-Ensemble Maxim engagiert wurden. Gemeinsam mit Käthe Brodnitz, einer Bekannten aus Münchner Tagen, veranstalteten sie am 17. Dezember 1915 einen „Modernen Autoren-Abend“ im Zunfthaus zur Zimmerleuten. 1916 gründete sie mit Hugo Ball, Tristan Tzara, Marcel Janco und Hans Arp das Cabaret Voltaire, die Geburtsstätte des Dadaismus. Dort trat sie monatelang fast allabendlich als Sängerin, Darstellerin und Diseuse auf, häufig am Klavier begleitet von Hugo Ball. Um der bildenden Kunst mehr Raum zu verschaffen, gründete die mittlerweile gewachsene Gruppe der Dadaisten 1917 die Galerie Dada, woran Hennings aktiv beteiligt war.
1920 heirateten Emmy Hennings und Hugo Ball. In ihrer Tessiner Zeit wandten sich beide vom Dadaismus ab und befassten sich intensiv mit dem Katholizismus. In jener Zeit begann auch eine enge, bis zu ihrem Tod währende Freundschaft mit Hermann Hesse und mit der Textilkünstlerin und Malerin Maria Geroe-Tobler, für die sie auch Artikel schrieb.
Nach Hugo Balls Tod im Jahr 1927 kümmerte sich Emmy Ball-Hennings um seinen Nachlass und verfasste autobiografische Werke, Erzählungen, Märchen und Legenden. Sie wurde an der Seite ihres Mannes in Gentilino beigesetzt.
Die gemeinsame Bibliothek von Hugo Ball und Emmy Ball-Hennings befindet sich heute im Schweizerischen Literaturarchiv in Bern.
In Flensburg ist die Emmy-Ball-Hennings-Straße nach ihr benannt.
Die Monacensia in München widmete ihr, Franziska zu Reventlow und Margarete Beutler 2022 die Ausstellung Frei leben! Die Frauen der Boheme 1890–1920.
Die Tochter von Emmy Hennings war die Textilkünstlerin Annemarie Schütt-Hennings (1906–1987); Julian Schütt ist ihr Urenkel.

## Nachlass

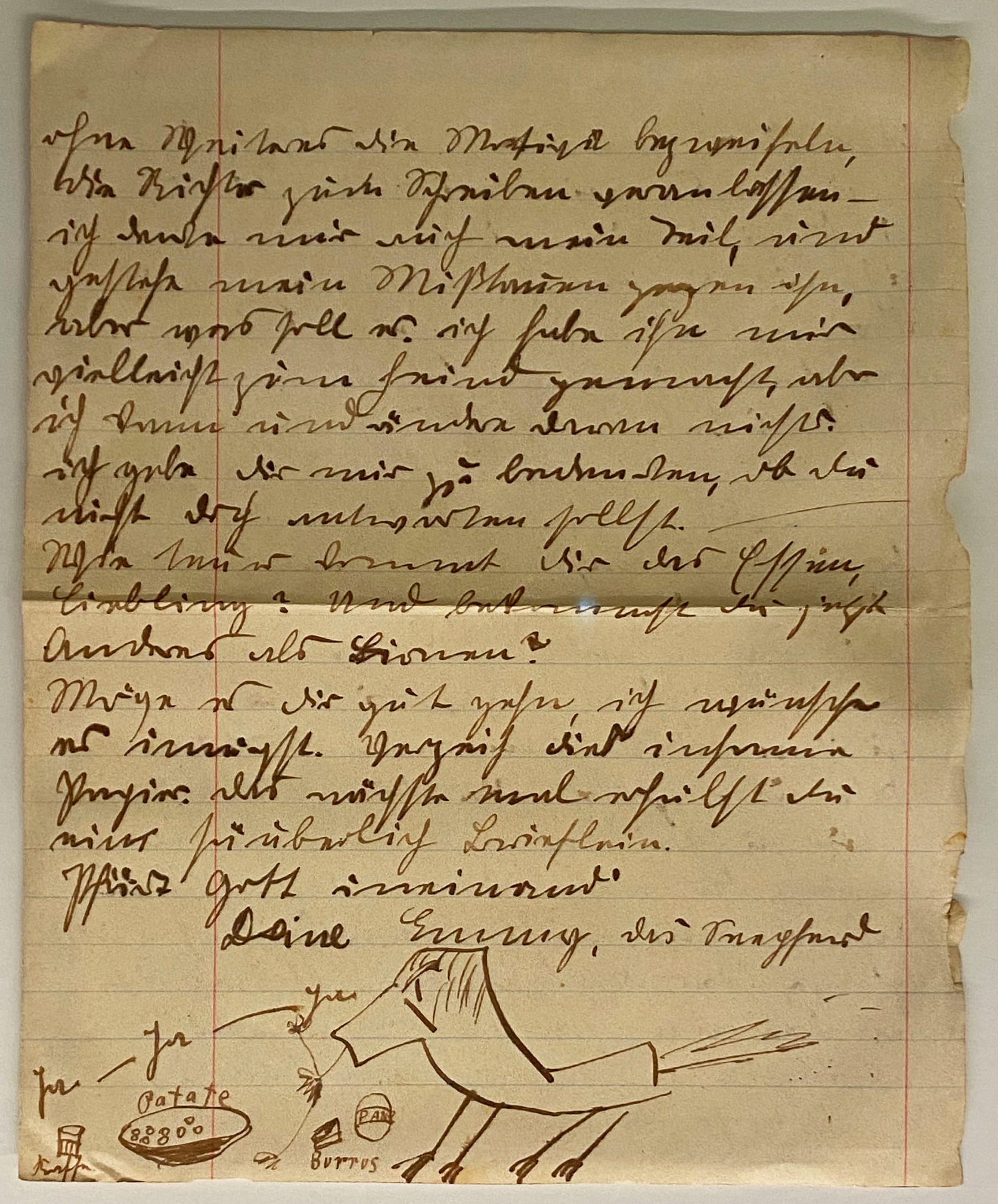
Brief aus dem Nachlass von Hennings, an Hugo Ball, mit Zeichnungen (1917)

Auch der Nachlass von Emmy Hennings, der aufgrund der engen biografischen Verflechtung die Sammlung Hugo Ball beinhaltet, wurde 2012 vom Schweizerischen Literaturarchiv erworben.

## Zitate
„Eine Magenverstimmung läßt sich viel leichter kurieren als eine geistige Überladung.“

## Schriften
- Die letzte Freude. (Gedichtband) Kurt Wolff, Leipzig 1913 (= Der jüngste Tag, Band 5); Textarchiv – Internet Archive.
- Gefängnis. (Roman) Reiß, Berlin 1919 (Neuauflage 2019, ISBN 978-3-7437-3099-1).
- Das Brandmal. Ein Tagebuch. Reiß, Berlin 1920.
- Helle Nacht. (Gedichtband) Reiß, Berlin 1922.
- Das ewige Lied. Reiß, Berlin 1923.
- Der Gang zur Liebe. Ein Buch von Städten, Kirchen und Heiligen. Kösel & Pustet, München 1926.
- Hugo Ball. Sein Leben in Briefen und Gedichten. (mit einem Vorwort von Hermann Hesse) Fischer, Berlin 1930.
- Hugo Balls Weg zu Gott. Ein Buch der Erinnerung. Kösel & Pustet, München 1931.
- Die Geburt Jesu. Für Kinder erzählt. Glock, Nürnberg 1932.
- Blume und Flamme. Geschichte einer Jugend. Benziger, Einsiedeln / Köln 1938 (Neuauflage 2022, ISBN 978-3-7437-4346-5).
- Der Kranz. (Gedichtband) Benziger, Einsiedeln / Köln 1939.
- Das flüchtige Spiel. Wege und Umwege einer Frau. Benziger, Einsiedeln / Köln 1940.
- Märchen am Kamin. Benziger, Einsiedeln / Köln 1943 (Neuauflage 2023, ISBN 978-3-7437-4784-5).
- Das irdische Paradies und andere Legenden. Stocker, Luzern 1945.
- Ruf und Echo. Mein Leben mit Hugo Ball. Benziger, Einsiedeln / Zürich / Köln 1953.
- Briefe an Hermann Hesse. Hrsg.: Annemarie Schütt-Hennings. Suhrkamp, Frankfurt am Main 1956.
- Geliebtes Tessin. (mit Zeichnungen von Lis Boehner). Die Arche, Zürich 1976, ISBN 3-7160-1554-7.
- Weihnachtsfreude. (Erzählungen) Die Arche, Zürich 1976, ISBN 3-7160-1567-9.
- hochaufgetürmte Tage. Gedichte. Herausgegeben von Hagen Schied. hochroth Verlag, Leipzig 2013, ISBN 978-3-902871-24-4.
- Gefängnis. Das graue Haus. Das Haus im Schatten. Wallstein Verlag, Göttingen 2016, ISBN 978-3-8353-1834-2.
- Das Brandmal. Das ewige Lied. Wallstein Verlag, Göttingen 2017, ISBN 978-3-8353-3040-5.
- Namen wollen Eisenketten. (Gedichte und Texte) Calambac Verlag, Saarbrücken 2019, ISBN 978-3-943117-04-2.
- Emmy Hennings. (= Versensporn, Heft für lyrische Reize, Nr. 45) (hrsg. von Tom Riebe) Edition POESIE SCHMECKT GUT, Jena 2021 (Limitierte Auflage mit 100 Exemplaren).

Briefe
- Emmy Hennings: Ausgewählte Briefe I 1906-1927, herausgegeben von Franziska Kolp und Thomas Richter unter Mitarbeit von Eva Locher und Simone Sumpf. Mit einem Nachwort von Franziska Kolp, Wallstein, Göttingen 2024, ISBN 978-3-8353-5326-8.

## Rezeption

### Aufführungen (Auswahl)
- Dietrich Bartsch (Autor und Komponist): Emmy Hennings. Ein Leben am Rande von DADA. Uraufführung am 11. April 2014 am Schleswig-Holsteinischen Landestheater

### Hörspiele
- Das Märchen ist zu Ende. Annäherungen an Emmy Hennings. Hörspiel (auf 3 CDs), Andreas Karmers, Hamburg 2012.[10]

### Graphic Novel
- Fernando González Viñas (Text), José Lázaro (Zeichnungen): Alles ist Dada. Emmy Ball-Hennings. (Übersetzung aus dem Spanischen von André Höchemer) Avant Verlag, Berlin 2020, ISBN 978-3-96445-034-0.

### Kunst
- Emmy Hennings im Gefängnis. Federzeichnung von Hans Richter, 1917[11] Kunsthaus Zürich.

### Gesellschaft
- 2024 wurde die Emmy Hennings-Gesellschaft für Kulturaustausch e. V. mit Sitz in Flensburg gegründet. Website. Abgerufen am 9. Juni 2025.